# 2579 Spartacus
2579 Spartacus è un asteroide della fascia principale. Scoperto nel 1977, presenta un'orbita caratterizzata da un semiasse maggiore pari a 2,2101234 UA e da un'eccentricità di 0,0743203, inclinata di 5,77918° rispetto all'eclittica.
L'asteroide è dedicato al trace Spartaco.